# Бајел сир Берту
Бајел сир Берту (фр. Bailleul-Sir-Berthoult) насеље је и општина у североисточној Француској у региону Север-Па де Кале, у департману Па де Кале која припада префектури Арас.
По подацима из 2011. године у општини је живело 1249 становника, а густина насељености је износила 133,58 становника/km². Општина се простире на површини од 9,35 km². Налази се на средњој надморској висини од 75 метара (максималној 114 m, а минималној 58 m).

## Демографија
| 1962. | 1968. | 1975. | 1982. | 1990. | 1999. | 2011. |
| ----- | ----- | ----- | ----- | ----- | ----- | ----- |
| 917   | 941   | 984   | 1.028 | 1.077 | 1.148 | 1.249 |

График промене броја становника у току последњих година